# Бедбург-Хау
Бедбург-Хау (њем. Bedburg-Hau) општина је у њемачкој савезној држави Северна Рајна-Вестфалија. Једно је од 16 општинских средишта округа Клефе. Према процјени из 2010. у општини је живјело 13.219 становника. Посједује регионалну шифру (AGS) 5154004, NUTS (DEA1B) и LOCODE (DE BDG) код.

## Географски и демографски подаци
Бедбург-Хау се налази у савезној држави Северна Рајна-Вестфалија у округу Клефе. Општина се налази на надморској висини од 20 метара. Површина општине износи 61,3 km². У самом мјесту је, према процјени из 2010. године, живјело 13.219 становника. Просјечна густина становништва износи 216 становника/km².

## Међународна сарадња
| Мјесто | Држава    | Врста сарадње | Од    |
| ------ | --------- | ------------- | ----- |
| Хујзен | Холандија | пријатељство  | 1982. |
| Хаселт | Холандија | контакт       | 1984. |
|        | Француска | партнерство   | 1996. |
| Извор  |           |               |       |